# Lick It (20 Fingers)
Lick It, è un brano del 1995 dei 20 Fingers. Il disco contiene espliciti riferimenti al cunnilingus.
Il singolo arriva al 1º posto in Italia e al 5° in Francia.
Si aggiudica un disco di platino in Germania e raggiunge la quarantottesima posizione nel Regno Unito.